# Billy-Berclau
 Billy-Berclau  es una población y comuna francesa, situada en la región de Norte-Paso de Calais, departamento de Paso de Calais, en el distrito de Béthune y cantón de Douvrin.

## Demografía
| 2963 | 2979 | 3164 | 3579 | 4149 | 4259 |
| Para los censos de 1962 a 1999 la población legal corresponde a la población sin duplicidades (Fuente: INSEE [Consultar]) |      |      |      |      |      |